# Goniopora pearsoni
Goniopora pearsoni là một loài san hô trong họ Poritidae. Loài này được Veron mô tả khoa học năm 2002.